# Тарасов, Пётр Прокопьевич
Пётр Проко́пьевич Тара́сов (7 апреля 1907, Знаменка, Иркутская губерния — 21 марта 1960) — советский зоолог, охотовед, известный специалист по эпизоотологии чумы, организатор противочумных мероприятий. Кавалер ордена «Полярная Звезда» (МНР).

## Биография
Родился 7 апреля 1907 года (н.ст.) в селе Знаменка Иркутской губернии (ныне — Жигаловский район Иркутской области) в семье сельского писаря, был самым старшим из девяти детей.
Начал работать после окончания школы-семилетки, с 17 лет став заведующим сельской избой-читальней.
В 1929 году окончил Иркутский педагогический техникум и в течение трёх лет работал сельским учителем, преподавая математику в Нижнеангарске (Северо-Байкальский район Бурятии).
С 1932 по 1936 работал в Иркутском научно-исследовательском институте охотничьего хозяйства и в Иркутском статистическом управлении, занимаясь практическими вопросами охотоустройства непосредственно в тайге. Был смотрителем Баргузинского заповедника.
В 1937 году, уже в возрасте тридцати лет, поступил в Иркутский университет на биологический факультет. После 4-го курса дальнейшую учёбу прервала начавшаяся Великая Отечественная война. Был направлен в Читу на должность старшего зоолога противочумной станции.
Ещё в конце 1930-х годов врач-микробиолог, профессор А. Л. Берлин (1903—1939) обнаружил в Монголии с помощью хищных птиц чумные эпизоотии и назвал пернатых хищников «индикаторами чумы». Начиная с 1944 года П. П. Тарасов и работники противочумных учреждений широко используют хищных птиц для получения информации об эпизоотиях этой особо опасной инфекции. Отбирая у птенцов степного орла пищу, принесённую родителями, П. П. Тарасов в течение двух сезонов выделял в Забайкалье культуры чумы, тогда как поиски возбудителя обычными способами исследования огромного числа грызунов оказывались безрезультатными.
В мае 1944 года командируется Наркомздравом СССР в Монгольскую Народную Республику, где работает до 1947 года. Участвовал в многомесячной экспедиции в пустыню Гоби. За успешную организацию противоэпидемических мероприятий был награждён правительством МНР Почётной грамотой и орденом «Полярная Звезда».
После возвращения из МНР работает старшим научным сотрудником Иркутского государственного научно-исследовательского противочумного института Сибири и Дальнего Востока, постоянно участвует в экспедициях и инспекторских поездках, занимается исследовательской работой на Дальнем Востоке, Южном Сахалине, в Туве и на Алтае.
В 1953 году успешно защитил кандидатскую диссертацию на тему «Позвоночные Южного Хангая и некоторые черты их экологии», и в декабре того же года был переведён в г. Пржевальск (ныне — Каракол, Кыргызстан), где все последующие годы жизни работал в системе Киргизской противочумной организации — начальником зоологического отдела противочумной станции. Вёл большую преподавательскую работу на курсах специализации зоологов противочумной системы, читая лекции и делая доклады.
Будучи широко известен в научных кругах, имел близких друзей, известных биологов профессоров А. Г. Банникова и Д. И. Бибикова, а также многих других.
В конце 1950-х участвовал в длительной совместной Советско-Китайской экспедиции, из которой вернулся уже больным. Умер 21 марта 1960 года от рака желудка.

## Семья
- Отец — Прокопий Михайлович Тарасов.
- Мать — Соломонида Кузьминична Тарасова.
- Жена — Надежда Ефимовна Тарасова (Грязнова)[2].
- Дети — дочери Татьяна, Ольга, Галина, Софья и сын Сергей (1950 г.р.).
Внебрачный сын от Елены Константиновны Демидовой — Марк Павлович Демидов (1945 г.р.).

## Научные труды
Автор около 50 научных публикаций, а также ряда неопубликованных рукописей.
Диссертация
- Тарасов П. П. Позвоночные Южного Хангая и некоторые черты их экологии : Дис. … канд. биол. наук / П. П. Тарасов ; Иркутский гос. науч.-исслед. противочумный ин-т Сибири и Дальнего Востока. — Иркутск, 1953. — 252 л. : ил. — Библиогр.: л. 237—250.

Публикации
- Тарасов П. П. О соболином промысле в Забайкалье // Охотник и рыбак Сибири. № 11-12. Новосибирск, 1932.
- Тарасов П. П. Выпуск соболя в Восточной Сибири // Советский охотник. № 9. 1935.
- Тарасов П. П. Баргузинский заповедник // Боец-охотник. № 8. 1935.
- Тарасов П. П. В гольцах Баргузинского хребта // Советское краеведение. № 8. 1938.
- Тарасов П. П. Биологические наблюдения над хищными птицами (Falconiformes et Strigiformes) в юго-восточной части Забайкалья // Известия Иркутского государственного противочумного института Сибири и Дальнего Востока`. Том V. Иркутск, 1944. С. 161—175.
- Скалон В. Н., Тарасов П. П. К изучению причин и механизма чумной энзоотии в Монголии и Забайкалье // Ученые записки Монгольского гос. университета им. маршала Чойбалсана. Улан-Батор, 1946. — Т. 2. — Вып. 2. — 28 с.
- Скалон В. Н., Тарасов П. П. О роли кедра в жизни таежных зверей и птиц // Ученые записки Монгольского гос. университета им. маршала Чойбалсана. Улан-Батор, 1946. — Т. 2. — Вып. 3.
- Тарасов П. П. Методика работы с гнездами зищных птиц // Известия Иркутского государственного противочумного института Сибири и Дальнего Востока`. Том VI. Иркутск, 1946.
- Тарасов П. П., Абрамова С. Г., Демидова Е. К. Высокогорная полевка и некоторые наблюдения над её восприимчивостью к чуме // Известия Иркутского государственного противочумного института Сибири и Дальнего Востока`. Том VII. Иркутск, 1949.
- Тарасов П. П. О значении хищных птиц в чумных очагах Хангая // Известия Иркутского государственного противочумного института Сибири и Дальнего Востока`. Том VII. Иркутск, 1949.
- Тарасов П. П. О некоторых биологических особенностях хангайского тарбагана // Изв. Иркутского государственного н.-и. противочумного института Сибири и ДВ. Иркутск, 1950. — Т. 8.
- Тарасов П. П., Тарасова Н. Е. Особая блошливость больных тарбаганов и эпизоотологическое значение этого факта // Изв. Иркутского государственного н.-и. противочумного института Сибири и ДВ. Иркутск, 1950. — Т. 8. — С. 145—150.
- Тарасов П. П. Опыт эпизоотологического прогноза в Монгольском природном очаге чумы // Научная конференция по природной очаговости особо опасных инфекционных заболеваний. Саратов, 1957. С. 373—375.
- Тарасов П. П. Опыт эпизоотологического прогноза в чумных очагах Хангая (Монголия) // Труды Среднеазиатского научно-исследовательского противочумного института. Алма-Ата, 1959. № 5. С. З-П.
- Тарасов П. П., Петухов М. Г. Блохи длиннохвостого суслика юго-восточной части Монгольского Алтая // Изв. Иркутского государственного н.-и. противочумного института Сибири и ДВ. Иркутск, 1960. — Т. 23. — С. 292—298.
- Тарасов П. П. Факторы укоренения чумы среди сурков // Тр. Средне-Азиатского н.-и. противочумного института. Алма-Ата-Фрунзе, 1961. — Вып. 7. — С. 7-17.
- Дмитриевская М. Е., Крылов Д. Г., Тарасов П. П. Опыт выявления и некоторые особенности чумных эпизоотий в Сарыджасских сыртах // Тр. Средне-Азиатского н.-и. противочумного института. Алма-Ата-Фрунзе, 1961. — Вып. 7. — С. 61-71.
- Тарасов П. П. К изучению биологии сурков. Сообщение 1: Повадки; Сообщение 2: Внутривидовые отношения и вопросы миграции // Тр. Средне-Азиатского н.-и. противочум. ин-та. 1961. — Вып. 7. — С. 233—240; 241—248.
- Тарасов П. П. Засуха как фактор чумной эпизоотии в Монголии // Известия Иркутского научно-исследовательского противочумного института Сибири и Дальнего Востока. 1963, № II. С. 19-29.
- Тарасов П. П. Комбинирование методов борьбы с сурками при обработке `трудных` территорий в Тянь-Шане. Алма-Ата, 1958. С. 159—169.
- Тарасов П. П. Млекопитающие и птицы Сары-Джазских сыртов. Фрунзе: Изд-во АН Киргизской ССР, 1961. С. 67-83.
- Тарасов П. П. Некоторые особенности внутривидовых отношений у стенотопных грызунов. Алма-Ата, 1958. С. 161—175.
- Тарасов П. П. Новые данные о распространении сурков в Южной Сибири и смежных частях Монголии. М.: Изд-во АН СССР, 1954. С. 669—671.
- Тарасов П. П. Новый метод учета численности тушканчиков. М.-Л.: Изд-во АН СССР, 1959. С. 636—638.
- Тарасов П. П. О биологическом значении пахучих желез у млекопитающих. М.-Л.: Изд-во АН СССР, 1960. С. 1062—1068.
- Тарасов П. П. О некоторых биологических особенностях хангайского тарбагана. Иркутск, 1950. С. 126—132.
- Тарасов П. П. Обзор способов добывания тарбаганов. Организационные вопросы бригадного промысла тарбагана и опыт отработки площадей на договорных началах с охотниками. Иркутск, 1954. С. 11-40.
- Тарасов П. П. Элементы таежной фауны южного Хангая. М.: Изд-во Московского ун-та, 1952. С. 29-32.